# Sternopygidae
Sternopygidae is een familie van straalvinnige vissen uit de orde van de mesaalachtigen. 

## Geslachten
- Archolaemus Korringa, 1970
- Distocyclus Mago-Leccia, 1978
- Eigenmannia D. S. Jordan & Evermann, 1896
- Japigny Meunier, Jégu & Keith, 2011
- Sternopygus J. P. Müller & Troschel, 1849
- Rhabdolichops C. H. Eigenmann & W. R. Allen, 1942